# Linneaväxter
Linneaväxter (Linneaceae) är en växtfamilj i klassen trikolpater med fem släkten som tidigare räknats till kaprifolväxterna (Caprifoliaceae).